# Torsten Ahlgren
Torsten Christian Cornelius Ahlgren, född den 27 juni 1907 i Stockholm, död den 21 december 1990 i Örebro, var en svensk jurist. Han var son till Christian Ahlgren och måg till Raoul Årmann.
Ahlgren avlade studentexamen i Lund 1926 och juris kandidatexamen vid Lunds universitet 1932. Efter tingstjänstgöring i Torna och Bara domsaga 1932–1935 blev han fiskal i Göta hovrätt 1936, adjungerad ledamot där 1943 och assessor 1948. Ahlgren var tillförordnad revisionssekreterare 1948–1957, hovrättsråd 1951–1957, häradshövding i Östernärkes domsaga 1957–1970 och lagman i Katrineholms tingsrätt 1971–1974. Han blev riddare av Nordstjärneorden 1954 och kommendör av samma orden 1969. Ahlgren vilar på Stora Mellösa gamla kyrkogård.